# Domanín (Moravia meridionale)
Domanín (in tedesco Domaning) è un comune della Repubblica Ceca facente parte del distretto di Hodonín, in Moravia Meridionale.